# ديك كروكيت
ديك كروكيت (بالإنجليزية: Dick Crockett)‏ مواليد 27 فبراير 1915 في مايوود، الولايات المتحدة - الوفاة 25 يناير 1979 في لوس أنجلوس، هو ممثل أمريكي بدأ مسيرته الفنية سنة 1939. امتدت مسيرته الفنية لأكثر من 40 عاما.

## الأعمال
- مفعم بالحياة
- سبارتاكوس
- الإفطار عند تيفاني
- أيام الخمر والورد
- باتمان
- الحفلة
- الماس للأبد
- بلازينج سادلس

## روابط خارجية
- ديك كروكيت على موقع IMDb (الإنجليزية)
- ديك كروكيت على موقع ألو سيني (الفرنسية)
- ديك كروكيت على موقع أول موفي (الإنجليزية)
- ديك كروكيت على موقع قاعدة بيانات الأفلام السويدية (السويدية)
- ديك كروكيت على موقع قاعدة بيانات الفيلم (الإنجليزية)
- ديك كروكيت على موقع كينوبويسك (الروسية)